# Saint-Michel-Escalus
Saint-Michel-Escalus là một xã, thuộc tỉnh Landes trong vùng Nouvelle-Aquitaine. Xã này có diện tích 17,59 km², dân số năm 2006 là 1759 người. Xã này nằm ở khu vực có độ cao trung bình 10 mét trên mực nước biển.

## Biến động dân số
| Năm | 1962 | 1968 | 1975 | 1982 | 1990 | 1999 | 2006 |
| --- | ---- | ---- | ---- | ---- | ---- | ---- | ---- |
| Dân số | 144  | 161  | 153  | 134  | 161  | 231  | 274  |
| From the year 1962 on: No double counting—residents of multiple communes (e.g. students and military personnel) are counted only once. |      |      |      |      |      |      |      |